# João Gomes
João Victor Gomes da Silva (ur. 12 lutego 2001 w Rio de Janeiro) – brazylijski piłkarz występujący na pozycji pomocnika w angielskim klubie Wolverhampton Wanderers oraz w reprezentacji Brazylii. Wychowanek Flamengo.